# Dhū l-Chalasa
Dhū l-Chalasa (arabisch ذو الخلصة, DMG Ḏū l-Ḫalaṣa oder Ḏū l-Ḫulaṣa) war eine altarabische Gottheit, die in vorislamischer Zeit und zum Teil auch noch später von den Stämmen der Daus, Chathʿam, Badschīla und einem Teil der Azd verehrt wurde. Ihr Heiligtum befand sich in Tabāla zwischen Mekka und dem Jemen und war sieben Tagesreisen von Mekka entfernt.
Gegenstand der Verehrung war ein weißer Stein, auf dem eine Art Krone eingemeißelt war. Die Stelle innerhalb von Tabāla, an der der Kultstein verehrt wurde, war als al-ʿAblā'  bekannt. Die Wächter des Heiligtums wurden von der Familie der Banū Umāma aus dem Stamm der Bahīla ibn Aʿsur gestellt. Aufgrund seiner Beliebtheit als Wallfahrtsziel wurde das Heiligtum auch als die "südliche Kaaba" (al-Kaʿba al-yamānīya) bezeichnet, im Gegensatz zur "nördlichen Kaaba" (al-Kaʿba aš-šāmīya) in Mekka. 
An dem Heiligtum wurden Pfeilorakel durchgeführt. Die Pfeile, die geworfen werden konnten, hatten folgende Namen: "der Gebietende" (al-āmir), "der Verbietende" (an-nāhī) und "der Abwartende" (al-mutarabbiṣ). Der bekannte vorislamische Dichter Imru' al-Qais (gest. vor 550) soll einmal die Lospfeile befragt und aufgrund seiner Unzufriedenheit über das Ergebnis einen von ihnen zerbrochen haben. Nach diesem Vorfall wurde das Pfeilorakel nie mehr befragt. 
Nach seiner Einnahme Mekkas im Frühjahr 630 beauftragte Mohammed einen Mann aus dem Stamm der Badschīla namens Dscharīr ibn ʿAbdallāh mit der Zerstörung des Heiligtums. Da die Chathʿam und die Bahīla die Zerstörung nicht hinnehmen wollten, kam es zu heftigen Auseinandersetzungen, bei denen mehrere hunderte Menschen starben. Schließlich wurde das Gebäude, in dem der Kultstein stand, angezündet. Der im frühen 9. Jahrhundert schreibende Ibn al-Kalbī berichtet, dass zu seiner Zeit der frühere Kultstein die Türschwelle der Moschee von Tabāla bildete.
Reste der Verehrung des Dhū-l-Chalasa-Heiligtums fanden sich noch Jahrhunderte später. Nachdem Ende 1924 saudische Truppen Mekka eingenommen hatten, entsandte Abd al-Aziz ibn Saud seinen Gouverneur in Taif im November 1925 in die Berge des südlichen Hedschas, um die dort ansässigen Stämme zu unterwerfen. In dem Gebiet des Stammes Daus stießen sie in einem Dorf namens Tharūq auf die Mauern des alten Dhū-l-Chalasa-Heiligtums, neben dem ein heiliger Baum stand, der al-ʿAblā' genannt wurde. Der Gouverneur ließ den Baum verbrennen und das Gebäude, das aus gewaltigen Steinen bestand, zerstören.
Ein eschatologischer Hadith, der in unterschiedlichen Sammlungen überliefert ist, stellt die Rückkehr zur Verehrung von Dhū-l-Chalasa als Voraussetzung für das Eintreten des Endgerichts dar. Er lautet: "Die Stunde (sc. des Endgerichts) wird erst eintreten, wenn sich die Hintern der Frauen von Daus wieder um Dhū-l-Chalasa drängen."

## Das Chalasa-Heiligtum in Mekka
In Mekka selbst gab es in vorislamischer Zeit ein Idol mit dem Namen Chalasa, dessen Beziehung zu Dhū l-Chalasa nicht klar ist. Es befand sich im unteren Teil der Stadt und soll noch vor der Machtübernahme der Quraisch in Mekka von ʿAmr ibn Luhaiy aus dem Stamm der Chuzāʿa aufgestellt worden sein. Dieses Idol wurde gewöhnlich mit Halsketten geschmückt, man brachte ihm Gerste und Weizen als Gaben dar, überschüttete es mit Milch, brachte ihm Schlachtopfer dar und hängte Straußeneier an ihm auf. Hieraus ist geschlossen worden, dass es sich um ein Agrarheiligtum gehandelt haben muss.